# آلام فرتر
آلام الشاب فرتر (بالألمانية: Die Leiden des jungen Werthers) هي رواية رسائلية وشبة ترجمة ذاتية من تأليف الأديب الألماني يوهان فولفغانغ فون غوته وهي أول رواياته، نُشرت للمرة الأولى في عام 1774 ثم نُشرت طبعة منقحة منها في 1787. وتعتبر الرواية ذات أهمية في حركة العاصفة والاندفاع في الأدب الألماني، وكان لها أيضاً تأثيرٌ في الحركة الرومانسية في الأدب. أنهى غوته تأليف الرواية خلال ستة أسابيع من الكتابة المكثفة في الفترة من يناير حتى مارس من العام 1774. الرواية حققت استقبالاً رائعاً ووضعت غوته على رأس قائمة الأدباء، وكانت هذه الرواية أكثر أعمال غوته شهرة بين عامة الناس.

## تأثير فرتر
اشتهرت رواية آلام الشاب فرتر بتأثيرها في القراء خصوصا فئة الشباب حيث اندلعت موجة من الانتحارات في صفوفهم تأسيا وتقليدا لبطل القصة. و أطلق عالم الاجتماع دافيد فيليبس David Philipps سنة 1974 مصطلح تأثير فرتر على ظاهرة الانتحار بالتقليد بعد مرور قرنين على إصدارها.

## وصلات خارجية
- آلام فرتر على موقع الموسوعة البريطانية (الإنجليزية)

| - آلام فرتر، على أرشيف الإنترنت. - آلام فرتر، على مشروع جوتنبرج. - آلام فرتر، على كتب جوجل. | - آلام فرتر، على موقع أمازون. - آلام فرتر، على مكتبة جامعة هارفارد. - آلام فرتر، على مكتبة جامعة ميشيغان. |  |

## قراءات إضافية
- آلام فرتر، يوهان فولفغانغ فون غوته، ترجمة أحمد حسن الزيات، ط.9، القاهرة، لجنة الترجمة والتأليف والنشر، 1961.
- آلام فرتر، يوهان فولفغانغ فون غوته، ترجمة نظمي لوقا، روايات الهلال 346، القاهرة: دار الهلال، 1977.
- آلام فرتر، يوهان فولفغانغ فون غوته، ترجمة فؤاد فريد، القصص العالمية للجميع، بيروت: المكتبة الحديثة، دار الشرق العربي.
- أحزان فرتر، يوهان فولفغانغ فون غوته، ترجمة أحمد رياض، القاهرة، مطبعة التقدم، 1919.
- آلام فرتر، يوهان فولفغانغ فون غوته، ترجمة أحمد حسن الزيات مع مقدمة لطه حسين، القاهرة، عالم الكتب، الطبعة العاشرة، 1968.
- آلام فرتر، يوهان فولفغانغ فون غوته، ترجمة عمر عبد العزيز أمين، القاهرة، دار الجيب، 1927.
- آلام فرتر، يوهان فولفغانغ فون غوته، ترجمة نخلة ورد، دمشق، مطبعة العلوم والآداب، 1950.
- فرتر مأساة غرامية، يوهان فولفغانغ فون غوته، ترجمة عمر عبد العزيز أمين، القاهرة، الدار القومية للطباعة والنشر، 1961.